# 壁球

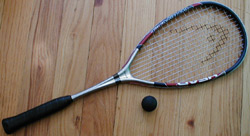
壁球球拍和球

壁球（英語：squash）是一项室内球拍型运动。 起源于19世纪初期英国伦敦的“舰队监狱”  。相對於美式壁球亦稱為英式壁球，也有翻成迴力球的。運動是由兩到四個人在一個封閉式的場地進行，包括天花板內（寬20英尺，長40英尺，高20.0英尺）。這個遊戲的目標就是，每位參賽者必須運用場中除了天花板以外的牆壁，以網拍把彈跳的球打到牆上，使得對方無法在球彈跳兩次之前擊打回來，如果球在地板上彈跳超過一次（one BOUNCES）而沒有用網拍擊打回去，就是輸了這球。世界壁球總會(WSF)於1967年成立，在努力推廣發展下，目前有135個成員國加盟。世界壁球總會於1976年舉辦第一屆世界公開賽，且於1985年十二月得到国际奥林匹克委员会的認可，成為史上獲得認可最新的運動。
壁球列入2028奧運正式比賽項目，成為壁球第一次進入奧運比賽項目。

## 球场

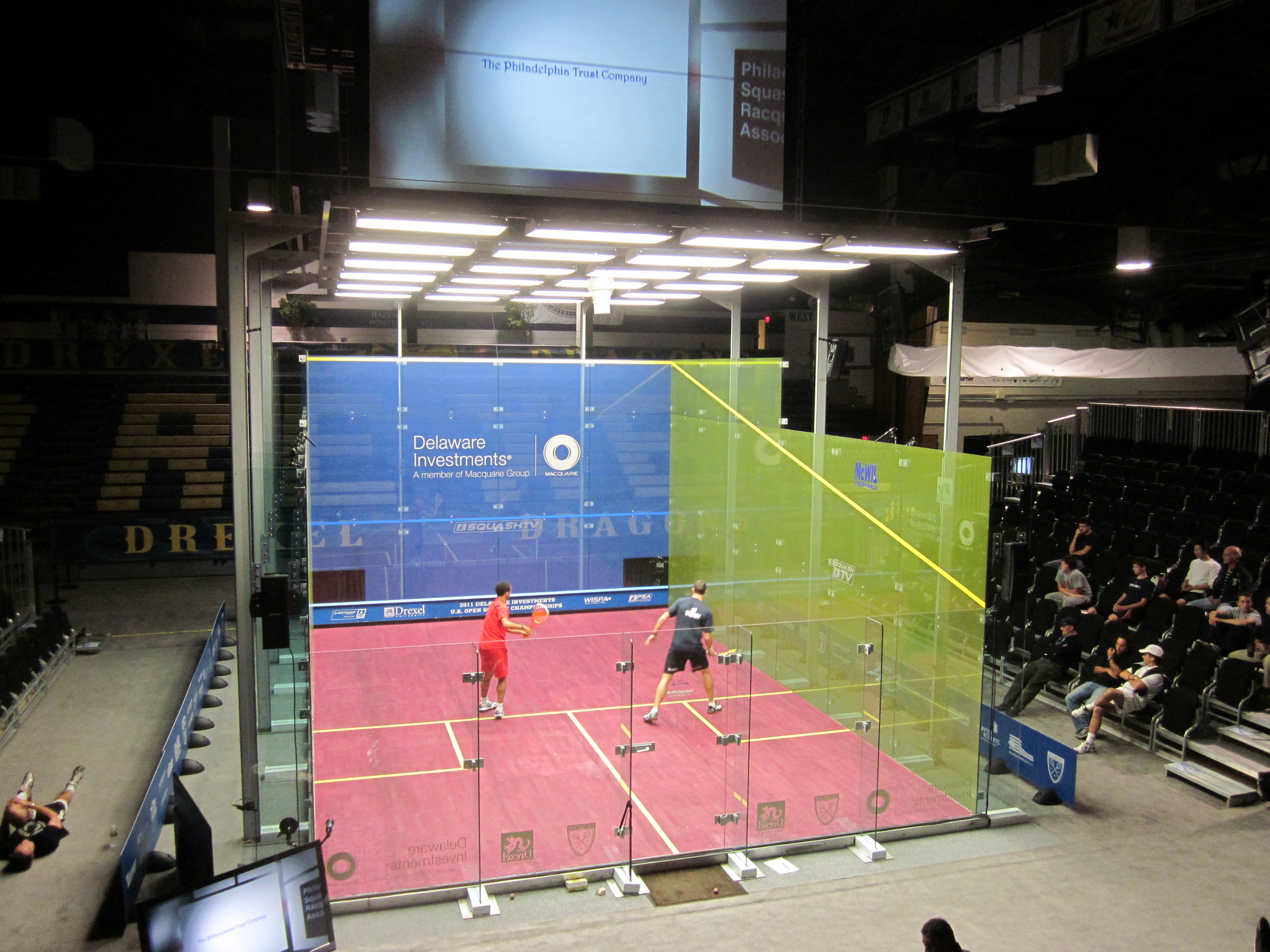
用於比賽的球場

球場尺寸

球场四周通常用水泥或石墙围成，表面涂平粉刷为白色并有“外界”和“发球”的红线。很多球场建都有可供观看的玻璃后墙，而职业比赛有時候會在全玻璃的球场举行，可供4周达2000名观众观看。最近，一些俱乐部建成“彩虹球场”，就是使用绿色或蓝色的墙壁，但大多数受到传统主义者的反对。
地板通常由浅色木版条纵向铺成，并画有区分发球框和发球区的红色界线。天花板应为浅色并且足够高，从而能够使球做“吊高”运动（即击出能够反弹至球场后墙的高弧度球）。
在较为流行和普遍的国际（英式）比赛规则中，球场的尺寸为9.75米长、6.4米宽。而美式比赛则使用较硬的球和5.48米宽的球场。
球场正面墙的底部有1个金属空心长板叫作“限制线”或“铁皮”，相当于网球运动中的球网（球如果击中铁皮则发出与击中墙不同的声音，来帮助判断球是否出界）。国际球场中，限制线总高480毫米，顶上有五十毫米高的木板条。后墙外界为2.13米高，正面墙为4.57米，与两侧墙倾斜的外界线相连。美式球场的铁皮则要矮4.9厘米，而且两侧墙的外界线为水平线。
由於球員人數翻倍，雙打場地需要比單打場地大得多。雙打場地的尺寸應為長13.72米、寬7.62米、高6.1米。

## 球具
标准球拍由运动规则限制。传统上，它们是由层压木料和肠线组成的网构成。1980年代中期改变规则之后，到如今它们几乎都换成了陶瓷材料（石墨、凯夫拉尔、钛和/或硼）同合成材料球网。现代球拍长七十厘米，网面最大面积为500平方厘米，重约110至200克。
壁球拍的重量可分成以下级别：
- 很轻 - 110 克 ~ 130 克
- 轻 - 140 克 ~ 150 克
- 普通 - 160 克 ~ 170 克
- 重型 - 180 克或以上

壁球用球由两块超耐久橡胶胶合而成，表面抛光至粗面精整（matte finish）。多种运动条件和标准拥有相应种类的球：初学者使用的球通常比经验丰富的球员使用的球更大、弹性更好。球上带有颜色的小点标志着此球的弹性级别，也就是球员所适合的运动标准。弹性较好的球通常被视为“快”，而弹性较差的球则“慢”。
球的弹性随着球的温度增高而变大。职业球员通常击球迅猛且回合较多，因此他们击打过程中的球比业余选手的球温度要高得多。“较快”的球实际上是使业余选手能够在比赛中打出与职业球员同样的反弹次数，而这通常是俱乐部级别的选手所忽略的。很多俱乐部选手常以“死球”结束壁球比赛仅仅是由于他们使用了与自身水平不相称的球。 （页面存档备份，存于）
| 颜色      | 速度   | 彈力   | 適合球員程度    |
| --------- | ------ | ------ | --------------- |
| 雙黃點    | 極慢   | 非常弱 | 高經驗/職業球員 |
| 單黃點    | 慢     | 弱     | 高級            |
| 綠點/白點 | 中至慢 | 中     | 中級至高級      |
| 紅點      | 中     | 強     | 中級            |
| 藍點      | 快     | 非常強 | 初級            |

双黄点球于2000年开始使用，目前已是竞赛标准。在此之前单黄点球一直是竞赛标准。还有一种高海拔球，可以应用于墨西哥城或丹佛等高海拔地区。
由于此运动较为剧烈，球员需要穿着舒适的运动服装和耐用的室内（不脫色）运动鞋。潮湿天气时可能需要头带和毛巾护腕。由于球员可能被快速挥动的球拍或球（常能达到200公里/小时，最高纪录为270公里/小时）击中，推荐佩戴保护眼睛的聚碳酸酯眼镜。许多球场要求必须佩戴眼部防护。

## 比赛与记分
剛開始由一方發球，至少一隻腳在發球紅線內，不能踩紅色發球線，擊中正牆上界、發球正牆中線之間，彈到對手界內，比赛中球员轮换将球击打至正面墙（即比赛回合，rally）。球可以直接击打或在弹地一次后击打。好球的定义是，球在触地之前，击中正面墙的位置必须在上界之下和“木板”或“铁皮”之上。球在击中正面墙之前和/或之后可以击中t任意其他三面墙。首先击中侧墙或后墙的球叫做“boast”或“angle”。
比赛回合以一名球员g不能回球，或击球失误（如，击球出上界、球弹地两次后击球、球击出后未击中正面墙，或击中“铁皮”），或由于干扰或阻碍对方被判“重打”（let）或“罚球/分”（stroke）为结束。
传统英式计分制（1926年开始使用）为发球得分。接球者赢得此回合则换發。
一局通常为9分制（当比分为8比8时，接球者可以选择以10分结束本局）。正规比赛通常是5局3胜制。
另外，还有每回合得分制（point-a-rally scoring system，PARS或美式计分制），即每回合的赢家得分，无论她/他是否发球。传统上，PARS为15分制（或14平时接球者选择15分或17分结束）。但到2004年，PARS的职业比赛减少成为11分制（如果10平，则一方必须以發球權连续得2分才能赢得本局）。
国际比赛、俱乐部比赛、双打比赛和休闲比赛通常使用传统英式记分制。

## 战略与战术
壁球的基本战略是将球紧贴侧墙直线击打至后角落（通常叫做“good length shot”击或“rail”），然后移动至球场的中心“T字区”附近从而占据有利位置来迎接对手的回击。轻击至前角落的进攻（通常叫做“drop shot”）常使得对手需要防守更大片的场地，从而立即胜出。“Angle shot”（见上）是用来迷惑对方，将同样使对手的防守区域扩大。
高水平球员通常努力将球按一定角度击至正面墙，然后反弹至名为“nick”的区域（即侧墙和地面的夹角处），如此做得恰到好处是球将沿着地板滚出而不可能被对手接到，从而胜利结束本回合。如果球没有落到“nick”区，那么球很可能会从侧墙反弹出来，使得对手轻松反击。
壁球的一个关键战略也许是占据“T字区”。“T字区”是指球场中央附近的红线交叉处，是球员回击对手击球的最佳位置。真正熟练的球员在回球之后，会在击打下一个球之前迅速回到此处。球员由这个位置能以最小运动量迅速到达球场的任何位置来回应对手的回球。
高水平球员之间的回合通常会延续至30次击球或更多，因此球员的有氧和无氧运动能力都非常重要。当球员变得更为老练，尤其是在回球方面做得更好时，每一分的争夺都会变成消耗战。在这项运动的顶级赛事裡，身体最为健壮球员将毫无例外地赢得比赛。

## 干扰与阻挡
在這種運動中，由於兩位運動員同處於一個球場中，故干擾與阻擋是難以避免的。根據規則，擊球的球員必須有足夠的揮拍空間擊球，也須有完全的自由去把球擊至正面埸的任何一個位置。當以上的情況受到阻礙，便會造成干擾與阻擋。在這個時候，擊球的球員可向裁判要求和球（let）（如果沒有裁判在場的時候，則由雙方球員決定），而裁判會根據擊球者受阻的程度，與及擊球者能否擊出一球立即勝出的回球（如該阻礙沒有發生），從而給予和球（（該球將重發）或得勝球（擊球者可即獲一分或發球權）。
當裁判認為沒有干擾或阻擋的發生，他也可以裁定該球沒有和球，而比賽亦必須繼續。這做法是為了保障球賽的順利進行以及防止和球被濫用。由於裁判的判斷帶有一定的主觀性，故給予（或不給予）和球或得勝球經常具有爭議性。

## 單人練習法
壁球練習首重控球與連續擊球的次數，每一個單元依個人能力不同，漸進式的設定目標，通常以成功擊球五十次為目標，再更換不同的單元。

一、正、反拍直線長球：站在發球區(格)後緣與後牆間，面對側牆保持擊球距離，來回作直線長球練習，控制正確擊中前牆中間發球線上端五十公分左右處，並反彈落在發球區(格)後端與後牆之間，最好能貼牆來回不斷拉球。並逐漸增加擊球速度及降低擊球的高度，以訓練揮拍的力量，正反拍分別實施之。

二、半場正、反拍直線半場球：面對側牆站在發球區(格)前緣的中線處，以前牆底板上方三十公分處為目標，快速來回直線半場拉球，訓練快速擊球的準確性與流暢的揮拍準備動作。

三、半場正、反拍抽球：以右手直拍為例，站在中線(Ｔ字)位置，先以右邊前牆角落為目標，以正拍擊球至側牆約底板上緣三十公分處，讓球反彈前牆回到中線(Ｔ字)位置，再以反手拍回擊至前牆角落底板上方三十公分處，讓球反彈側牆回到中線(Ｔ字)位置，如此正反拍交替擊球，擊球目標接近角落位置，則反彈回中線(Ｔ字)位的準確度越高，才能不間斷的練習。左邊前牆角落的訓練亦同，只是正拍改為以擊中正牆反彈，反拍擊中側牆反彈。待兩邊動作皆熟練，以正拍擊中左邊前牆角落反彈側牆回中線(Ｔ字)位置，再以反拍擊中右邊前牆角落反彈側牆回到中線(Ｔ字)位置，如此循環不息。

四、半場正、反拍截擊球：如同前面所說明的位置與擊球方向，將目標提昇至前牆上方邊線與中間發球線間高度，以截擊不讓球落地方次數來回擊球。先單邊熟練後，在兩邊同時練習。由於兩邊同時練習時揮拍路徑就像一隻蝴蝶飛舞一般，被稱為蝴蝶式擊球（Butterfly）或８字型擊球（8-figure）。

## 壁球文化
与网球相比，壁球场面积相对较小，球弹力较低，这增加了掌控壁球这项游戏的难度，比如，不同于壁球的“美国兄弟”网球，壁球可以被打射到球场四角的任何一角。因为每次击球，球都必须击中到面前被锡覆盖的墙的上方，所以壁球游戏中球是不会被轻易淘汰的，这也是的壁球这项运动的游戏时间与网球相比持续较长的原因。并且，一位出色的网球运动员能在比赛中短时间内发挥最好水平，而对于壁球运动，则刚剛好相反。
壁球是一項中高強度的間歇性運動，每球的平均時間不會超過10秒。在一小时的壁球运动中，运动员可以消耗700至1000卡路里，这与其他大多体育项目相比，有值得瞩目的优势。与此同时，在壁球运动中，奔跑与挥舞球拍等动作也为锻炼身体上肢与下肢提供了很好的机会。
壁球有多种变异，并且应用于不同的国家。比如在美国的单、双人硬球运动项目中所使用的球比国际通用标准硬度要强很多，而且所应用的球场大小与通用尺寸也稍有不同。当单人硬球在北美的受欢迎程度日渐衰退时，双人硬球仍然生机勃勃。使用国际标准尺寸壁球、有时会在面积稍大的场地上进行的双人硬球，融合了更多的网球元素，逐渐发展起来并通常被称为“壁网球”。
當壁球運動員希望充分發揮實力、並完全沉浸於比賽樂趣之中時，與實力相當的對手競賽往往是最佳選擇。研究顯示，重複衝刺能力測驗的表現與男性與女性選手的世界排名皆呈正相關。

## 流行情況

### 香港
在香港，壁球在1980年代曾經十分流行，政府於1986年更成立了專門為壁球運動而設的香港壁球中心，當中有18個空氣調節的壁球場，每年的香港壁球公開賽及很多國際賽事均在該中心舉行。2002年時香港康樂及文化事務署轄下共有324個壁球場，但後來市民對壁球運動的熱切程度逐漸遞減，壁球場的使用率不斷下降，使用率由1998/1999年度的27%，下降至2000/2001年度的20%。因此，政府將部份壁球場改作其他用途。當中102間兼用作乒乓球室，並研究將部份壁球場改建為舞蹈室、室內射箭場、室內射擊場、3人籃球場、美式桌球等的可行性。在2005/2006年度，康樂及文化事務署計劃拆掉 13 個壁球場，當中包括三個獨立的壁球場大樓：維多利亞公園壁球場大樓、摩士公園壁球場大樓、粉嶺新城市壁球場大樓。

### 台灣
在台灣，壁球於1953年由美軍顧問團傳入，但至今壁球仍屬於相對較冷門的運動，2024年台灣人最常從事的運動項目中的前幾項，包括：慢跑、爬山、羽球、籃球、游泳、桌球、棒球、高爾夫等，當中並不包括壁球。